# Копа Центроамерикана 2017.
Копа Центроамерикана 2017. је било четрнаесто и задње по реду првенство Централне Америке за фудбалске тимове мушких националних савеза, под именом Копа Центроамерикана раније познато као Ункафов Куп нација. Организовао га Фудбалски савез Централне Америке (УНКАФ), а одржан је у Панами од 13. до 22. јануара 2017. године.
Лига под овим именом и системом такмичења је напуштена а наследила ју је Конкакафова лига нација.
Четири најбоља тима квалификовала су се за Златни куп Конкакафа 2017, док је петопласирани тим прошао у плеј-оф против петопласираног тима са Карипског купа 2017. за финални пласман у Златни куп.
Турнир се играо по систему свако са сваким, јер Гватемала није могла да учествује због суспензије Националне фудбалске федерације Гватемале од стране ФИФА.

## Земље учеснице
Шест од седам чланица Ункафа су учествовале на турниру:
| Репрезентација | Ункафов куп нација / Копа Центроамерикана учешћа | Претходни најбољи резултат                               | Фифина ранг-листа на поч. турнира |
| -------------- | ------------------------------------------------ | -------------------------------------------------------- | --------------------------------- |
| Белизе         | 11.                                              | 4. место (2013)                                          | 163                               |
| Костарика      | 14.                                              | Шампион (1991, 1997, 1999, 2003, 2005, 2007, 2013, 2014) | 17                                |
| Салвадор       | 14.                                              | 3. место (1995, 1997, 2001, 2003, 2013)                  | 138                               |
| Хондурас       | 14.                                              | Шампион (1993, 1995, 2011)                               | 75                                |
| Никарагва      | 14.                                              | 5. место (2009)                                          | 111                               |
| Панама         | 13.                                              | Шампион (2009)                                           | 58                                |

Дана 28. октобра 2016, ФИФА је суспендовала Националну фудбалску федерацију Гватемале због политичког мешања владе Гватемале. Док се суспензија не укине, гватемалским тимовима није дозвољено да учествују на међународним такмичењима. Конкакаф је одредио крајњи рок до 9. децембра 2016. за укидање суспензије, иначе би по правилу Гватемала била дисквалификована са Копа Центроамерикана 2017, а о свакој ревизији формата турнира би се разговарало када рок прође. Суспензија није укинута пре рока, тако да Гватемала није могла да учествује на такмичењу.

## Градови и стадиони
Све утакмице турнира су игране на стадиону Ромел Фернандез у граду Панама. 
| Панама | Панама            |
| ------ | ----------------- |
| Панама | Ромел Фернандез   |
| Панама | Капацитет: 32.000 |
| Панама |                   |

## Оригинални жреб
Првобитни формат такмичења требало је да буде групна фаза (једна група од четири тима и једна група од три тима), а затим нокаут фаза (петопласирани меч, полуфинале, трећепласирани меч и финале). Жреб за такмичење у оригиналном формату одржан је 25. октобра 2016. у 18:00 UTC-5, у хотелу Сортис у граду Панама, Панама.
| Шешир                   | Репрезентација |
| ----------------------- | -------------- |
| Домаћин (А1)            | Панама         |
| Носилац титуле (Б1)     | Костарика      |
| Шешир 1 (А3 или А4)     |                |
| Белизе                  |                |
| Никарагва               |                |
| Шешир 2 (А2, Б2 или Б3) | Салвадор       |
| Шешир 2 (А2, Б2 или Б3) | Гватемала      |
| Шешир 2 (А2, Б2 или Б3) | Хондурас       |

Званични резултати жребања су били:
| Група А - Панама - Хондурас - Никарагва - Белизе | Група Б - Костарика - Гватемала - Салвадор |

Промена формата је најављена 10. децембра 2016. након одлуке ФИФА да не укине суспензију Националне фудбалске федерације Гватемале.

## Табела
| Pos | Тим       | О | П | Н | И | ГД | ГП | ГР | Бод. | Qualification                           |
| --- | --------- | - | - | - | - | -- | -- | -- | ---- | --------------------------------------- |
| 1   | Хондурас  | 5 | 4 | 1 | 0 | 7  | 3  | +4 | 13   | Квалификовала се за Златни куп 2017.    |
| 2   | Панама    | 5 | 3 | 1 | 1 | 4  | 2  | +2 | 10   | Квалификовала се за Златни куп 2017.    |
| 3   | Салвадор  | 5 | 2 | 1 | 2 | 5  | 4  | +1 | 7    | Квалификовала се за Златни куп 2017.    |
| 4   | Костарика | 5 | 1 | 3 | 1 | 4  | 2  | +2 | 6    | Квалификовала се за Златни куп 2017.    |
| 5   | Никарагва | 5 | 1 | 1 | 3 | 5  | 6  | −1 | 4    | Квалификовала се за (CFU–UNCAF плеј-оф) |
| 6   | Белизе    | 5 | 0 | 1 | 4 | 2  | 10 | −8 | 1    |                                         |

## Утакмице
Сва времена су „Источна временска зона” (UTC−5).

### Прво коло
| Хондурас                             | 2 : 1    | Никарагва               |
| ------------------------------------ | -------- | ----------------------- |
| - Еди Ернандез 23’ - Ерик Андино 69’ | Извештај | Енри Фигероа 20’ (а.г.) |

| Костарика | 0 : 0    | Салвадор |
| --------- | -------- | -------- |
|           | Извештај |          |

| Панама | 0 : 0    | Белизе |
| ------ | -------- | ------ |
|        | Извештај |        |

### Друго коло
| Белизе | 0 : 3    | Костарика                                         |
| ------ | -------- | ------------------------------------------------- |
|        | Извештај | - Хосе Гиљермо Ортиз 25’, 65’ - Хохан Венегас 51’ |

| Салвадор           | 1 : 2    | Хондурас                 |
| ------------------ | -------- | ------------------------ |
| Родолфо Зелаја 10’ | Извештај | Роман Кастиљо 62’, 90+1’ |

| Панама                                | 2 : 1    | Никарагва          |
| ------------------------------------- | -------- | ------------------ |
| - Родерик Милер 8’ - Хосиел Нуњез 12’ | Извештај | Брајан Гарсија 30’ |

### Треће коло
| Салвадор                                                 | 3 : 1    | Белизе          |
| -------------------------------------------------------- | -------- | --------------- |
| - Херсон Мајен 15’ - Хуан Барахона 20’ - Енри Ромеро 23’ | Извештај | Деон Мекали 43’ |

| Костарика | 0 : 0    | Никарагва |
| --------- | -------- | --------- |
|           | Извештај |           |

| Панама | 0 : 1    | Хондурас                |
| ------ | -------- | ----------------------- |
|        | Извештај | Еди Ернандез 36’ (пен.) |

### Четврто коло
| Никарагва                                                  | 3 : 1    | Белизе                |
| ---------------------------------------------------------- | -------- | --------------------- |
| - Хуан Барера 30’ - Даниел Кадена 84’ - Брајан Гарсија 90’ | Извештај | Елрој Смит 54’ (пен.) |

| Хондурас        | 1 : 1    | Костарика           |
| --------------- | -------- | ------------------- |
| Ерик Андино 17’ | Извештај | Франциско Калво 59’ |

| Панама           | 1 : 0    | Салвадор |
| ---------------- | -------- | -------- |
| Абдиел Аројо 82’ | Извештај |          |

### Пето коло
| Белизе | 0 : 1    | Хондурас         |
| ------ | -------- | ---------------- |
|        | Извештај | Еди Ернандез 56’ |

| Салвадор        | 1 : 0    | Никарагва |
| --------------- | -------- | --------- |
| Ирвин Ерера 54’ | Извештај |           |

| Панама            | 1 : 0    | Костарика |
| ----------------- | -------- | --------- |
| Армандо Купер 67’ | Извештај |           |

## Достигнућа
| Најбољи играч Хорхе Кларос | Победник Ункафовог купа нација 2017. Хондурас 4° титула | Најбољи стрелац Еди Ернандез (3 гола) |

## Голгетери
3 гола
- Еди Ернандез

2 гола
- Хосе Гиљермо Ортиз
- Ерик Андино
- Роман Кастиљо
- Брајан Гарсија

## Квалификовани тимови за Златни куп Конкакафа
Следећих пет тимова се квалификовало за Конкакафов златни куп 2017.
| Репрезентација                         | Квалификован за  | Претходне Златни куп квалификације                                          |
| -------------------------------------- | ---------------- | --------------------------------------------------------------------------- |
| Хондурас                               | 17. јануар 2017. | 12 (1991, 1993, 1996, 1998, 2000, 2003, 2005, 2007, 2009, 2011, 2013, 2015) |
| Панама                                 | 20. јануар 2017. | 7 (1993, 2005, 2007, 2009, 2011, 2013, 2015)                                |
| Салвадор                               | 22. јануар 2017. | 9 (1996, 1998, 2002, 2003, 2007, 2009, 2011, 2013, 2015)                    |
| Костарика                              | 20. јануар 2017. | 12 (1991, 1993, 1998, 2000, 2002, 2003, 2005, 2007, 2009, 2011, 2013, 2015) |
| Никарагва · (Победио на плејофу Хаити) | 28. март 2017.   | 1 (2009)                                                                    |